# Império do Espírito Santo de São José
O Império do Espírito Santo de São José  é um Império do Espírito Santo português localizado no lugar de São José à freguesia de Santa Cruz concelho da Praia da Vitória e faz parte do Inventário do Património Histórico e Religioso da Praia da Vitória e remonta ao Século XIX.
Trata-se de um Império dotado da sua respectiva despensa, tendo ambos sido edificados sobre um adro elevado em relação ao terreno circundante e protegido por balaustradas e guardas de cimento com pilaretes e urnas, acessível por uma escadaria dupla.
Este império tem uma planta quadrangular, de um único piso. Foi edificado com três vãos na fachada principal referentes a uma porta entre duas janelas, tendo ainda três janelas na fachada lateral do lado esquerdo.
Todos os vãos são rematados por arcos contracurvados, assentes em impostas, com uma flor-de-lis no fecho.
Os vãos destas fachadas encontram-se separados por pilares de secção quadrada e com as arestas boleadas.
Na fachada lateral do lado direito foi aberta uma janela de peito de verga recta e a fachada principal foi encimada por um frontão contracurvado que se encontra delimitado por uma cornija e ladeado por pináculos com separação do corpo do edifício por uma cornija horizontal. Este império foi rebocado e pintado de cor branca, com a excepção dos pilares e ornamentos que se encontram pintados de amarelo, vermelho e azul.
A despensa do império foi edificada num volume separado de um único piso e tem planta rectangular. Foi rebocada e pintada de branco, com os cunhais, a cornija e as molduras dos vãos pintados de amarelo.
O telhado do império foi feito de duas águas e o da despensa de quatro, sendo ambos em telha de meia-cana tradicional dos Açores e rematadas por beirais simples.
Na dispensa do império é possível ler no tardoz a data de "1863". E no frontão do império a data de "1904".